# Anni 850 a.C.
Gli anni 850 a.C. sono il decennio che comprende gli anni dall'859 a.C. all'850 a.C. inclusi.

## Morti
- Primo profeta di Amon ..dju.., sacerdote egizio850 a.C.
- Osorkon II, faraone egizio